# Chrysogorgia squamata
Chrysogorgia squamata är en korallart som först beskrevs av Addison Emery Verrill 1883.  Chrysogorgia squamata ingår i släktet Chrysogorgia och familjen Chrysogorgiidae. Inga underarter finns listade i Catalogue of Life.